# Palais de Budavár
Pour les articles homonymes, voir Buda et Vár.
Le palais de Budavár ou palais du château de Buda (en hongrois : Budavári Palota ; en allemand : Burgpalast), anciennement appelé palais royal (en hongrois : királyi palota), est le château historique des rois de Hongrie inscrit, conjointement avec Budapest, les rives du Danube, le quartier du château et l’avenue Andrássy en 1987, sur la liste du patrimoine de l'UNESCO.

## Histoire
Après la Première Guerre mondiale, le palais devient la résidence du régent de Hongrie Miklós Horthy. Place stratégique de la reddition allemande lors de la bataille de Budapest, l'édifice ainsi que l'ensemble du quartier du Château sont durement bombardés par l'armée soviétique à l'hiver 1945. La coupole néo-baroque est détruite, ainsi que l'essentiel de l'aile Marie-Thérèse, dont il ne reste alors que la façade. Autour du palais, les édifices du quartier royal sont la plupart détruits, mis à part le palais Sándor et le théâtre du château.
La reconstruction du palais débute dans les années 1960, au terme de longs débats sur l'opportunité de restaurer l'édifice originel. En raison de fortes contraintes budgétaires, la réhabilitation se fait au minimum : si les volumes sont reconstruits, les riches ornements et statues ne sont pas reconstitués. De ce point de vue, le sort de la coupole est emblématique : l'ancienne pièce maîtresse du palais n'est pas refaite à l'identique, mais est remplacée par une version plus épurée aux courbes modernes.

## Projet Hauszmann
Une reconstruction totale du palais est prévue pour lui redonner l'aspect qu'il avait avant la Seconde Guerre mondiale, dans l'esprit du travail réalisé avec le Château royal de Varsovie. Les parties concernées par ce chantier ne sont pas encore connues. Les seules certitudes concernent la restauration de la coupole, la remise en place d'éléments de façade, la reconstruction de l'escalier des Habsbourgs et le changement des fenêtres. Dans la mesure où l'ambition est de transformer le bâtiment en monument historique à part entière - avec notamment le déplacement des institutions culturelles qui y ont actuellement place vers le futur quartier des musées (Múzeum negyed) -, il est vraisemblable que la rénovation concerne aussi les salles intérieures, dont l'aspect actuel ne ressemble en rien à leurs fastes d'antan.
Ce projet fait partie d'un programme plus large, touchant l'ensemble du secteur royal de Buda. Baptisé du nom d'Alajos Hauszmann, il vise également à restaurer les abords du palais, à l'image du chantier du Bazar du jardin du Château, rénové en 2014. Sont concernés la reconstruction programmée des écuries royales, la restauration du théâtre du Château, et éventuellement la reconstruction de la Capitainerie royale. En 2019, le manège royal du château de Buda, démoli en 1950, le bâtiment principal de la garde démoli en 1971 et l’escalier Stöckl ont été achevés. Le palais de l’archiduc Joseph, son écurie et son jardin néo-Renaissance, qui ont été démolis en 1968, sont depuis 2021 en cours de reconstruction
.

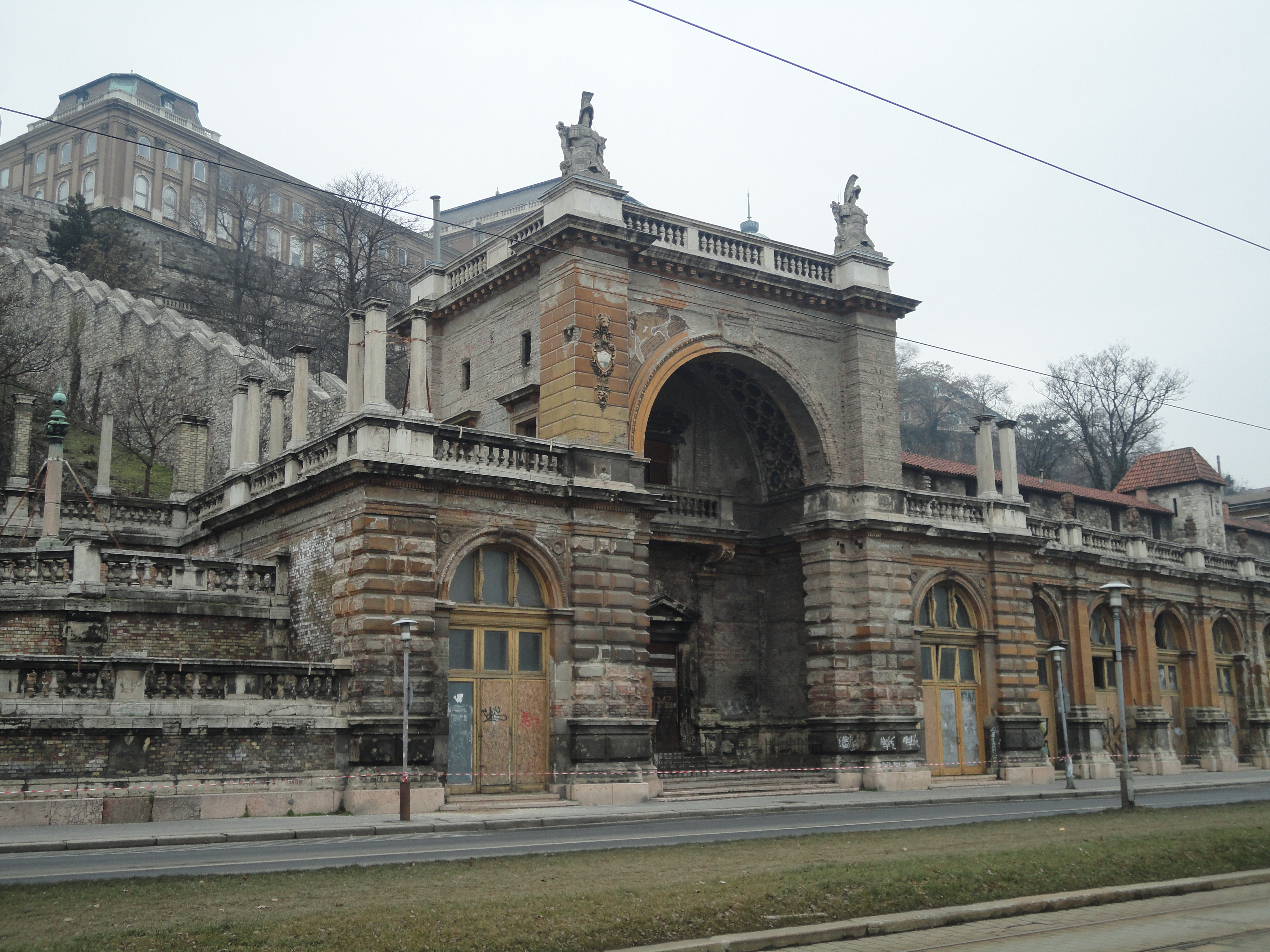
Bazar du jardin du Château en 2011.
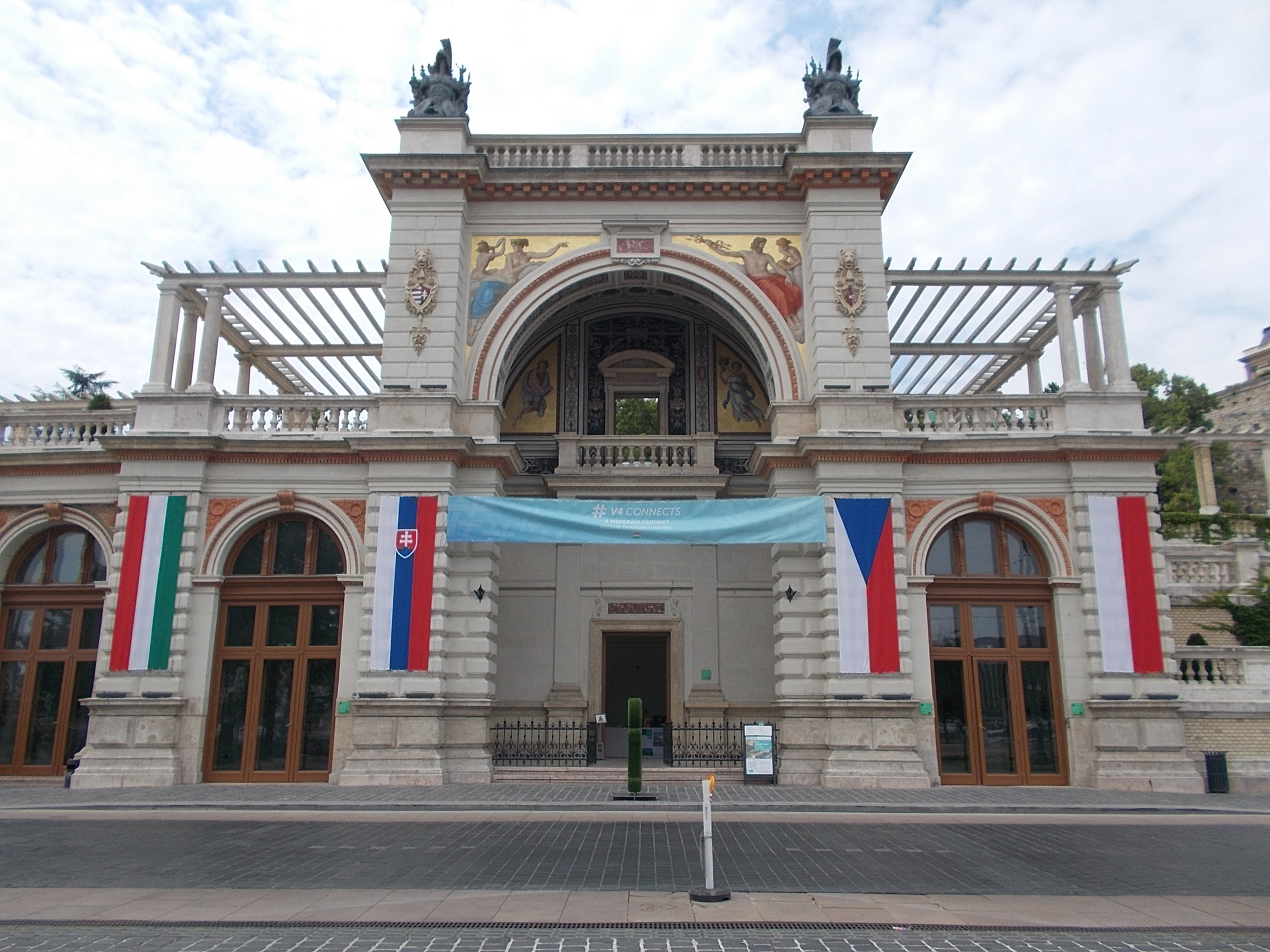
Bazar du jardin du château après rénovation (2017).
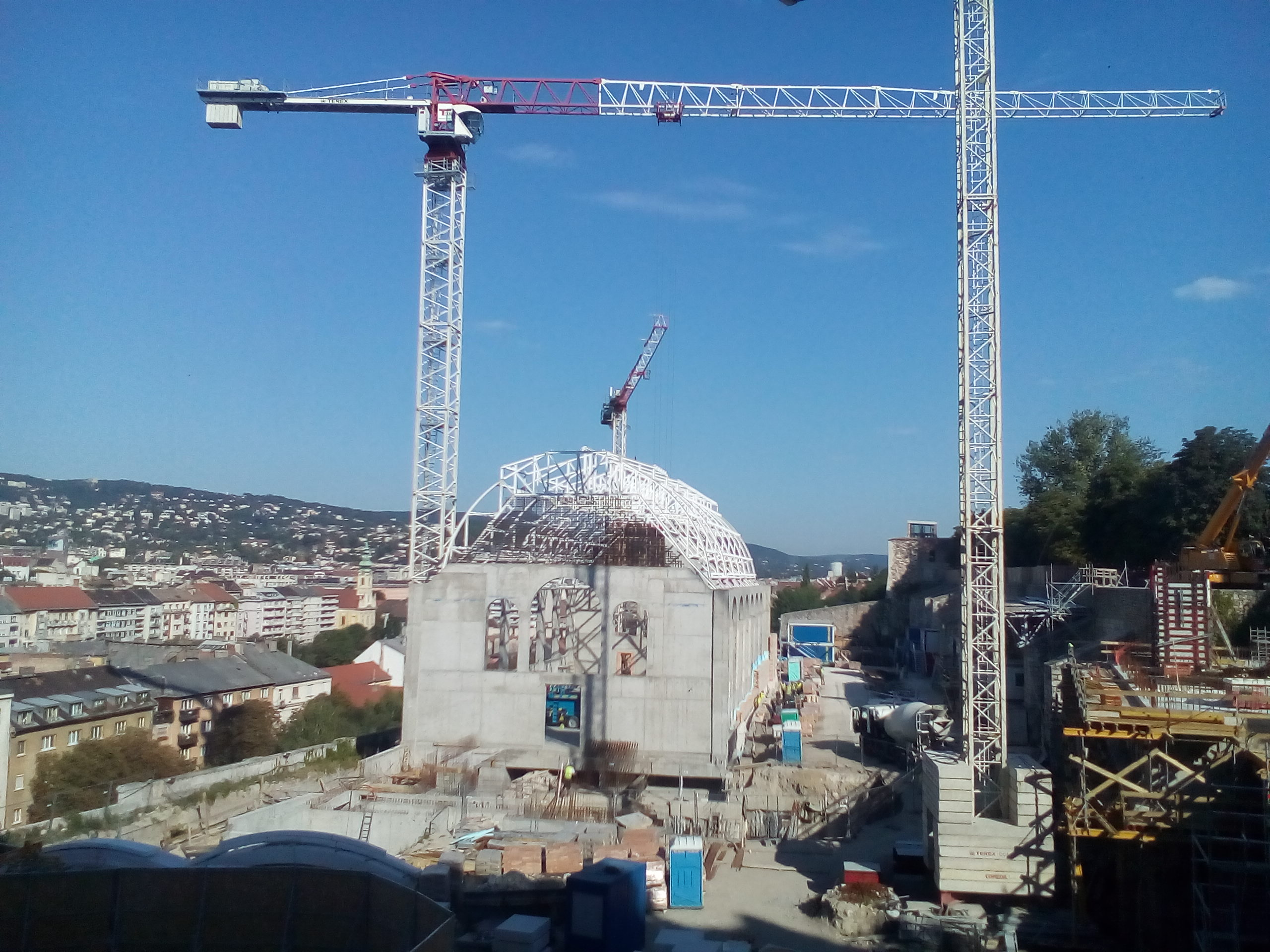
Reconstruction du Manège royal.
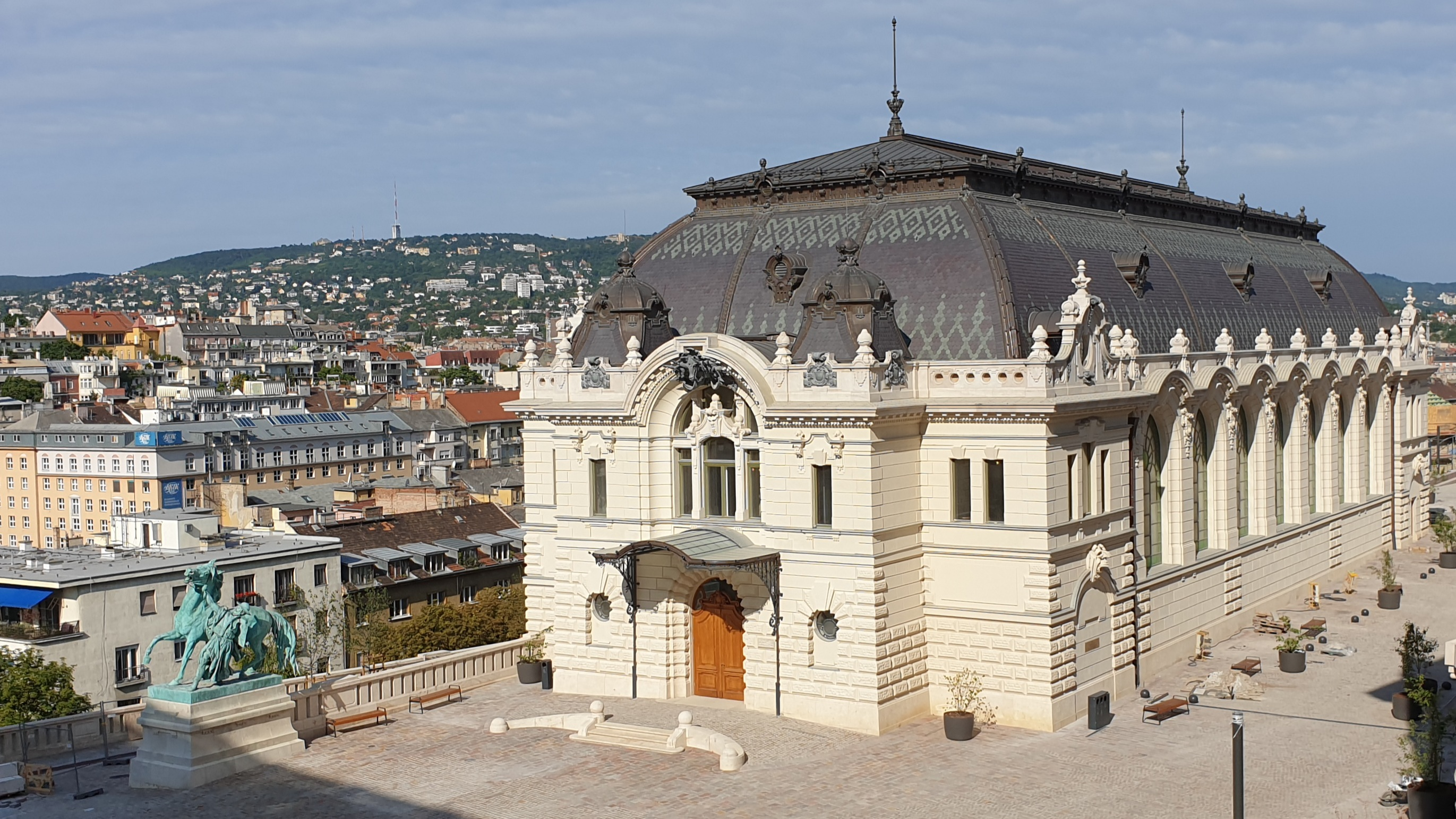
Manège royal reconstruit en 2019.
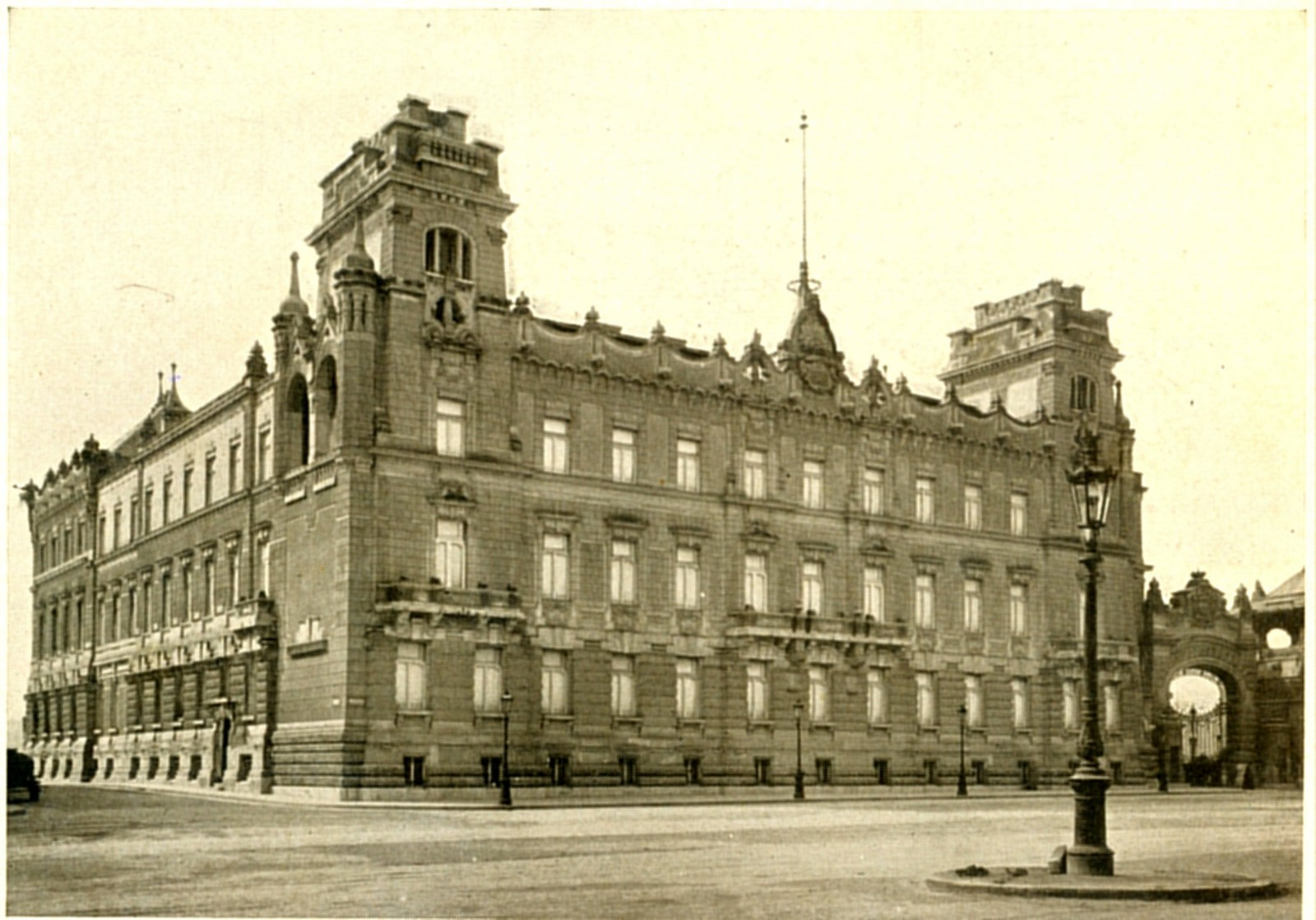
Ancien palais de l'archiduc Joseph.

## Institutions culturelles
Le château de Buda comprend deux musées :
- Galerie nationale hongroise (Magyar Nemzeti Galéria).
- Musée historique de Budapest (Budapesti Történeti Múzeum)

## Galerie

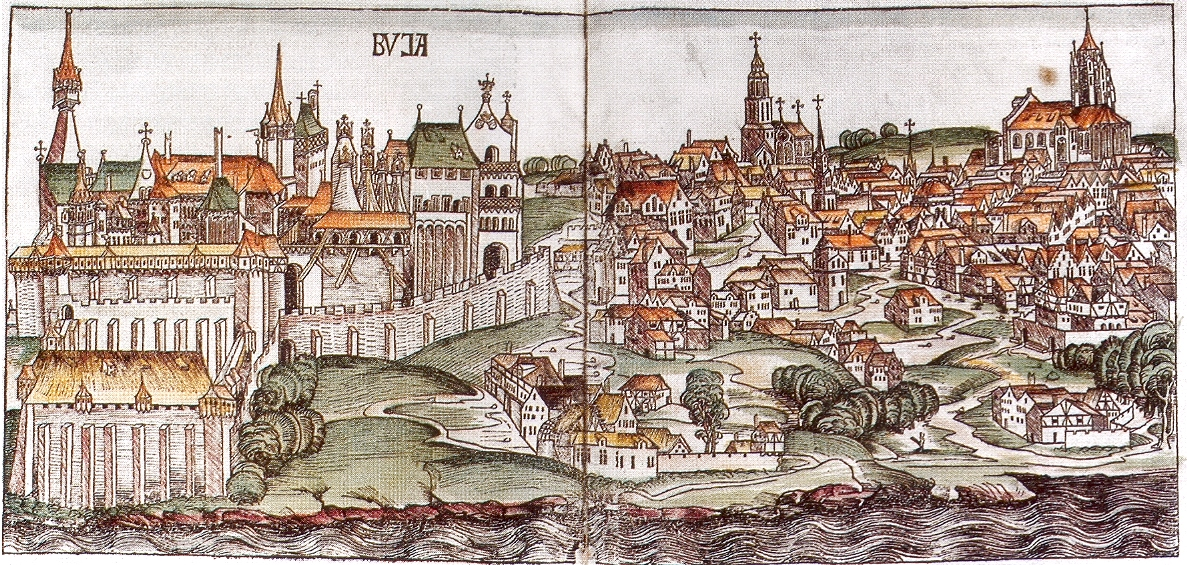
Buda en 1493, avec le château à gauche.
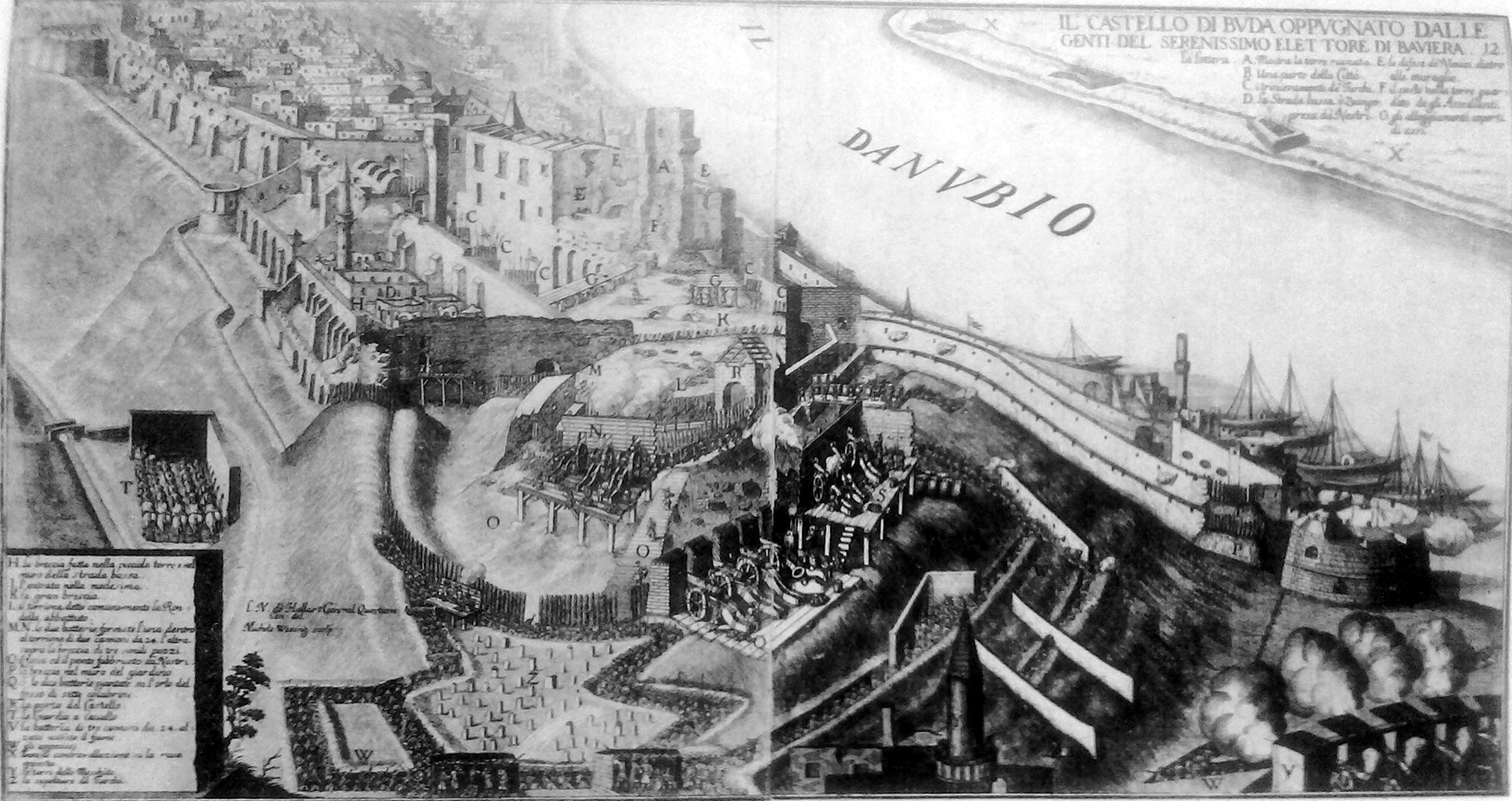
Le château de Buda en 1693, vu du mont Gellért.
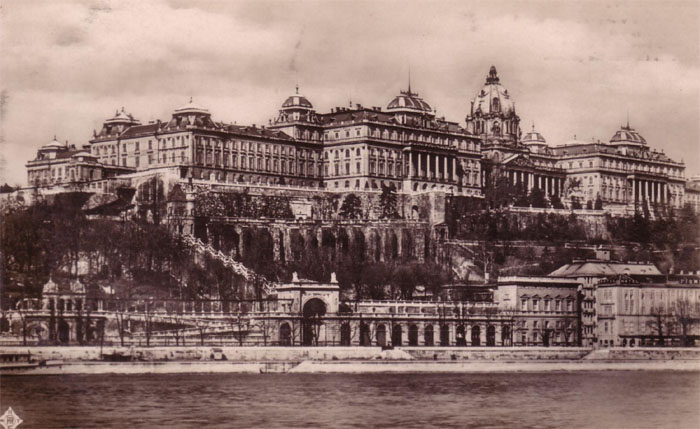
Le palais royal dans les années 1930.
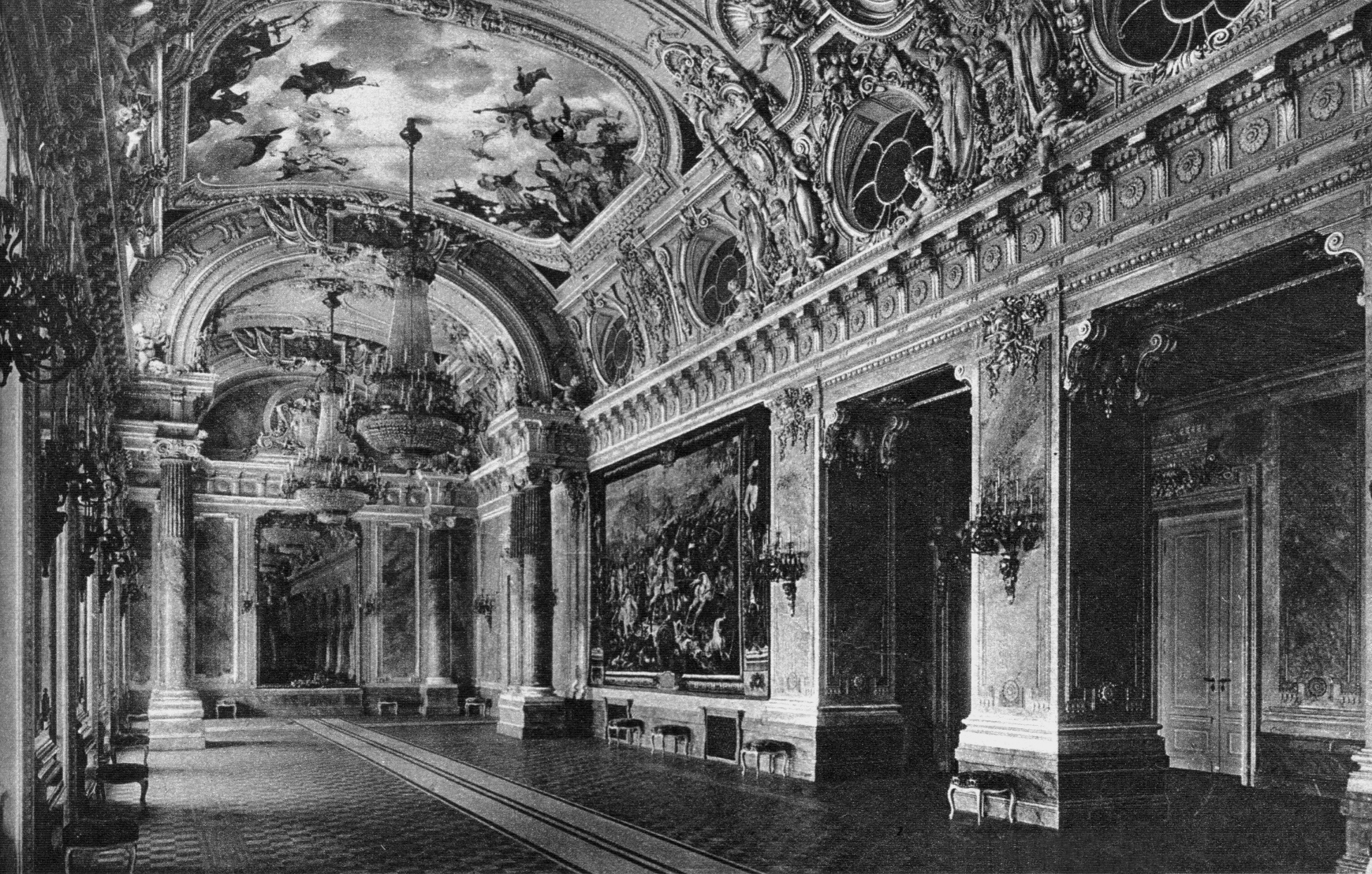
Salle d'apparat du palais royal (avant 1930).
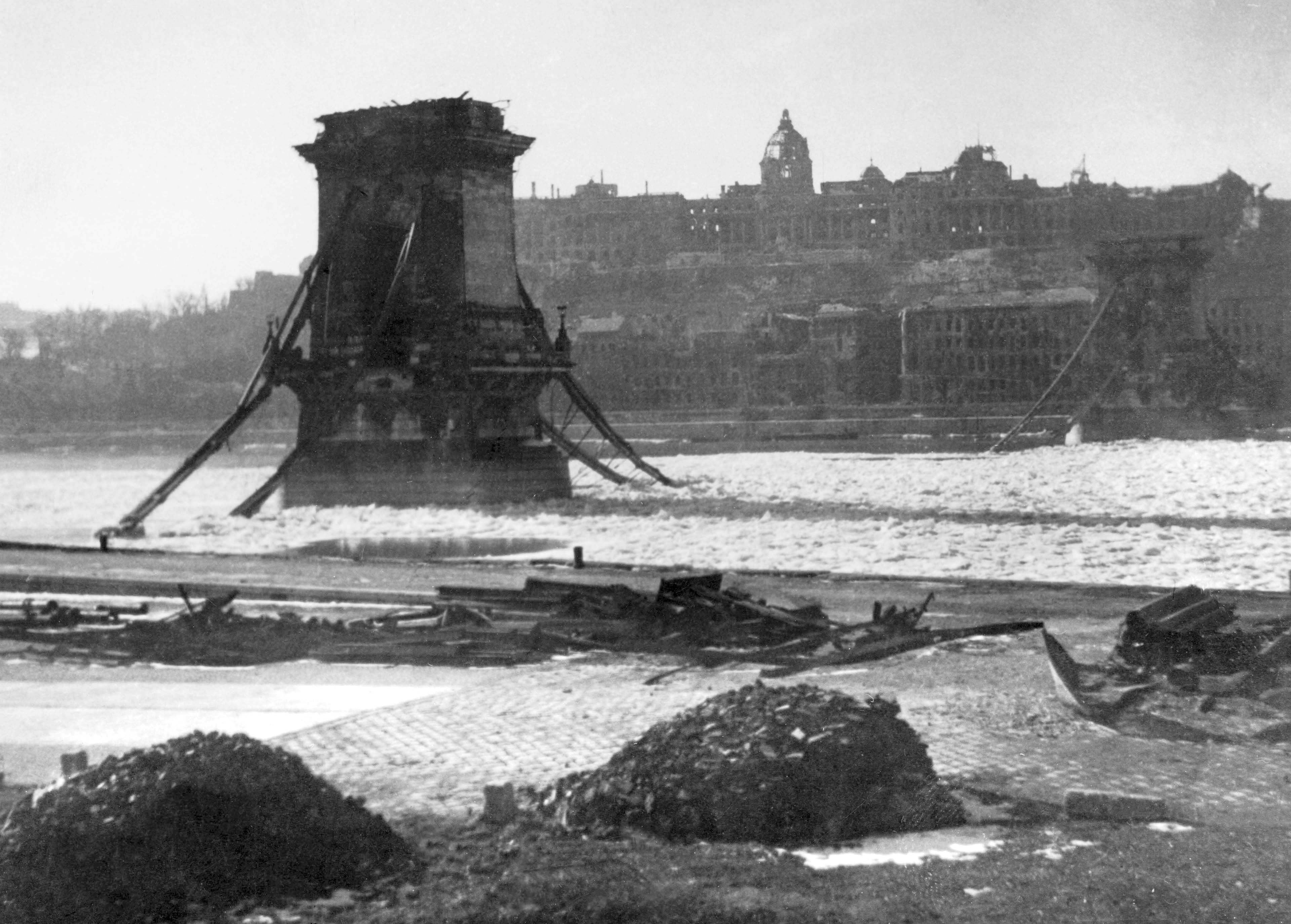
En 1946, derrière le pont des chaînes détruit, le palais royal bombardé et brûlé.
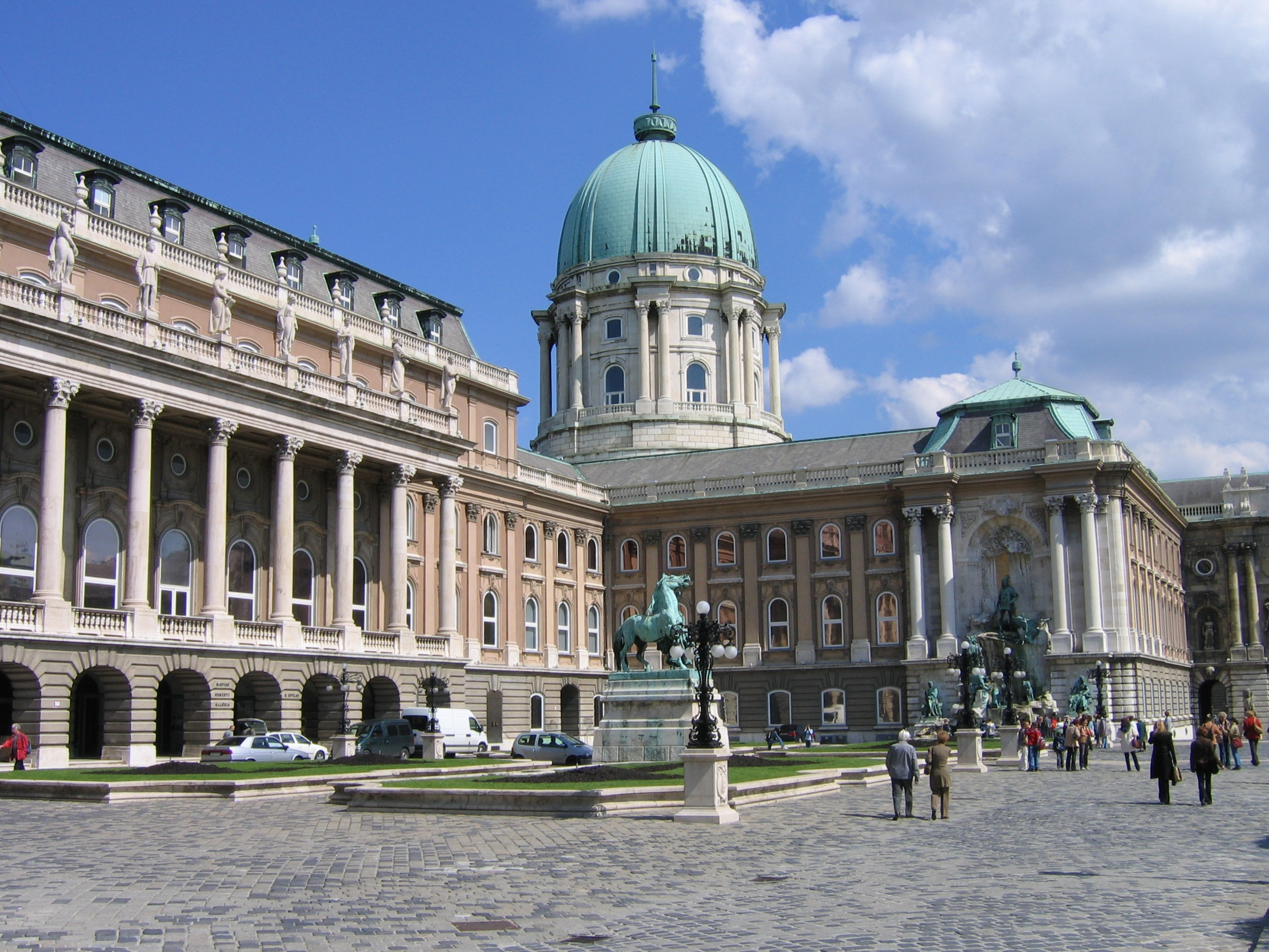
La façade de la Galerie nationale hongroise dans le château de Buda.
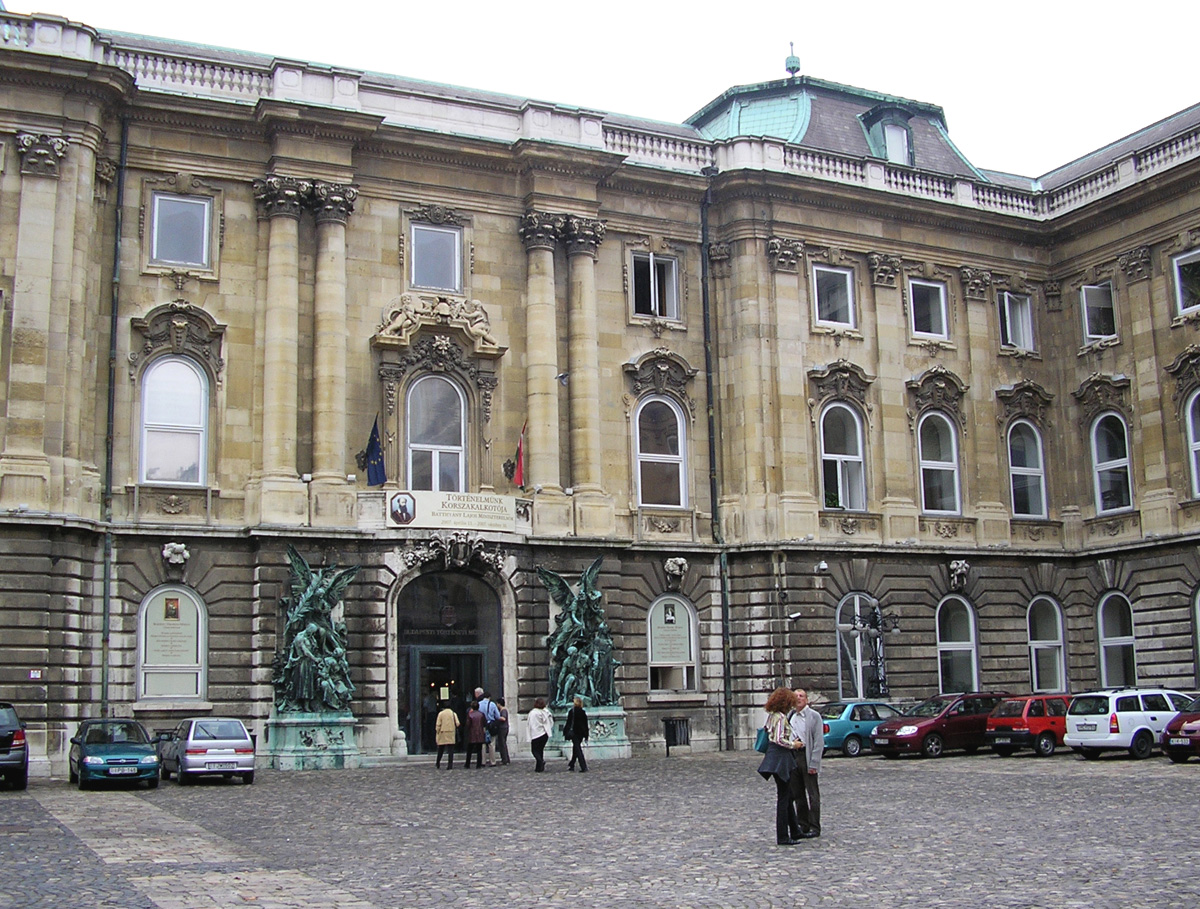
La façade du musée historique de Budapest dans le château de Buda.
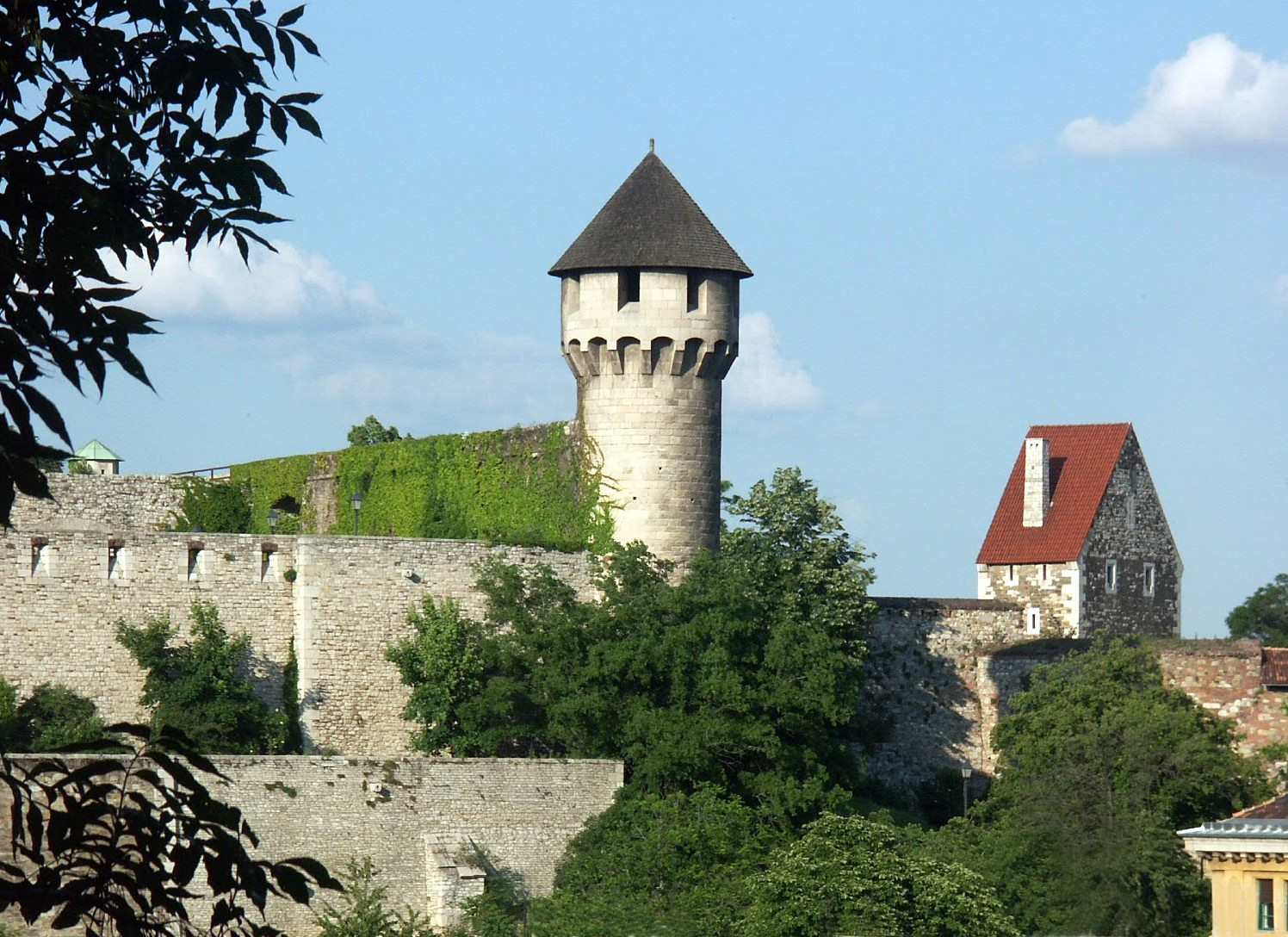
Les fortifications entourant le château.
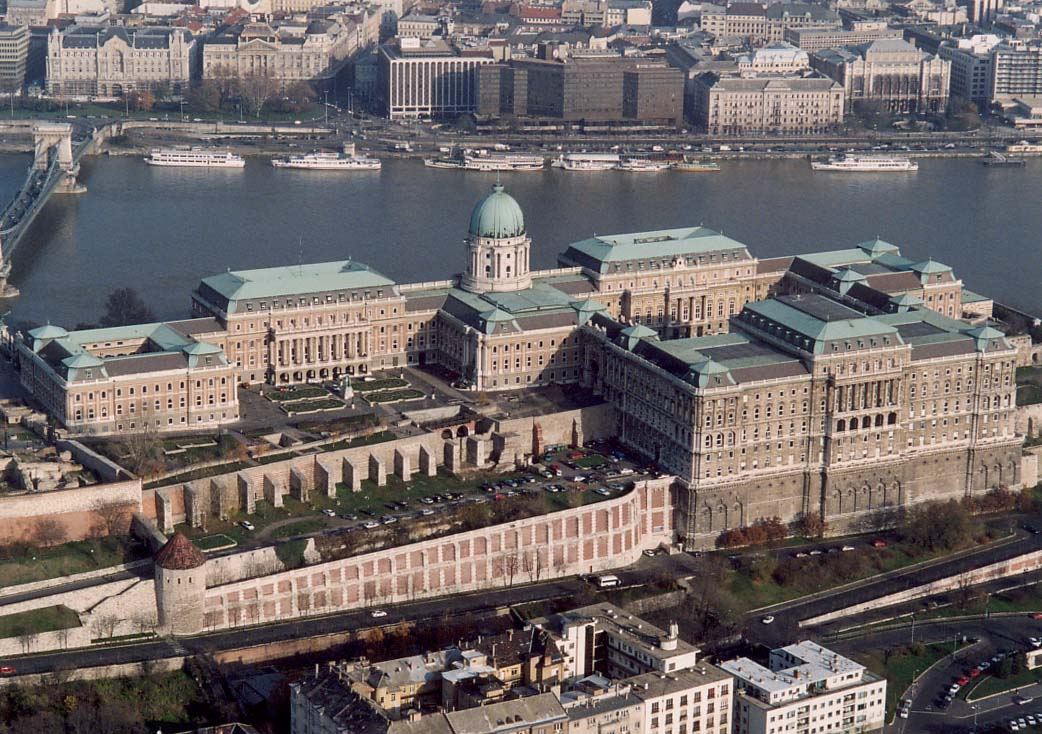
Vue d'ensemble.
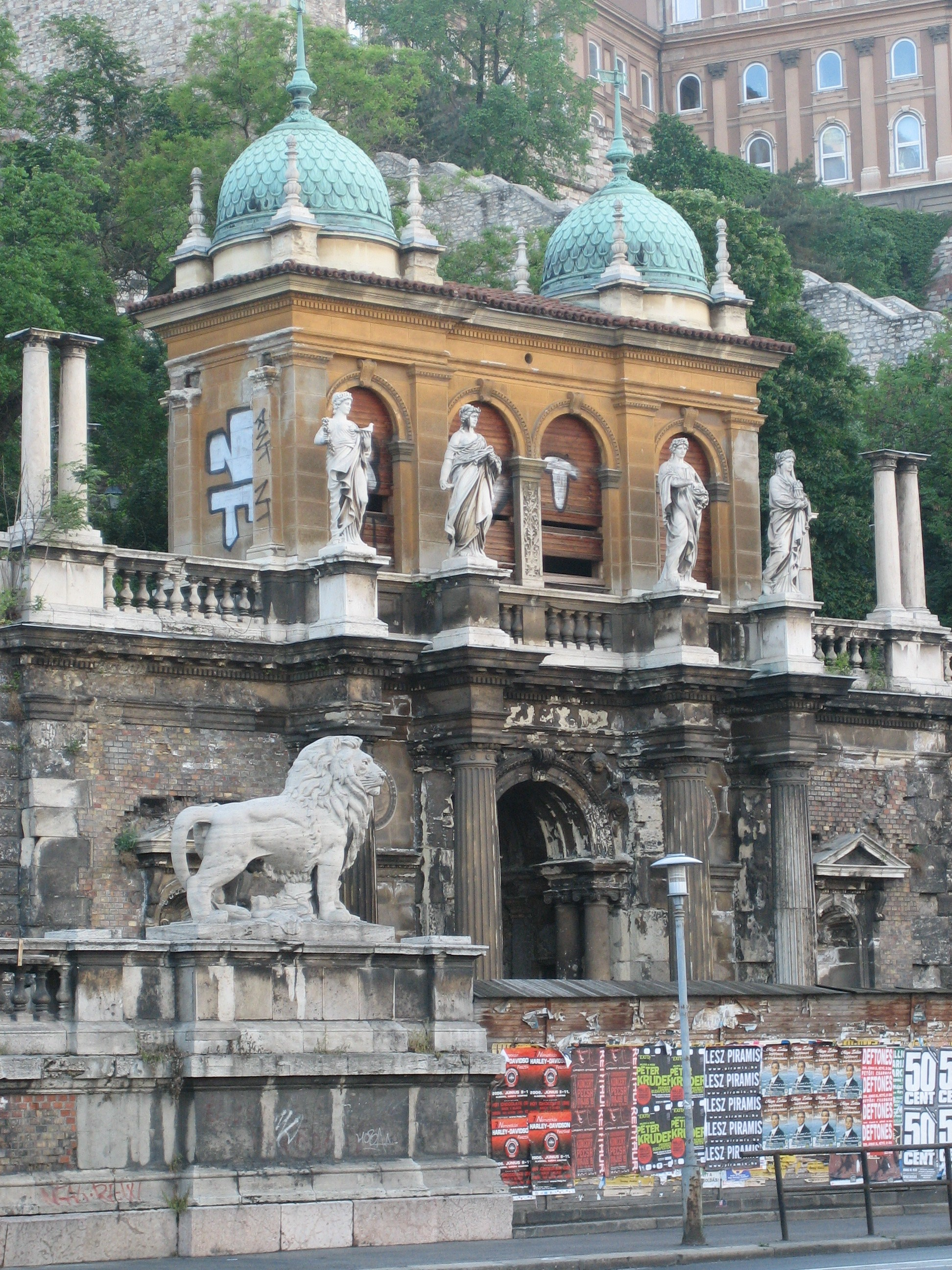
Entrée de la zone du palais.
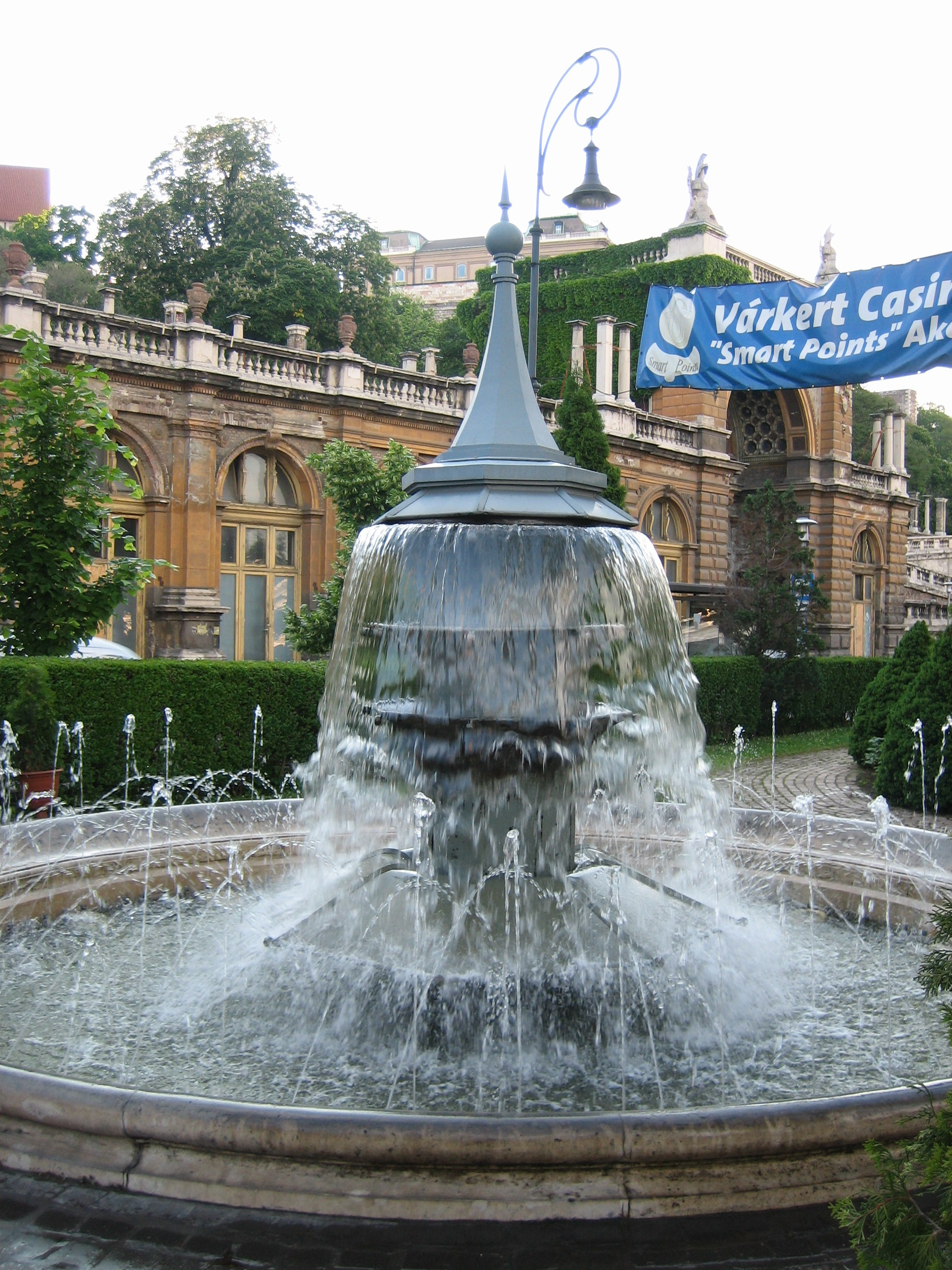
La fontaine à l'entrée de la zone du palais.
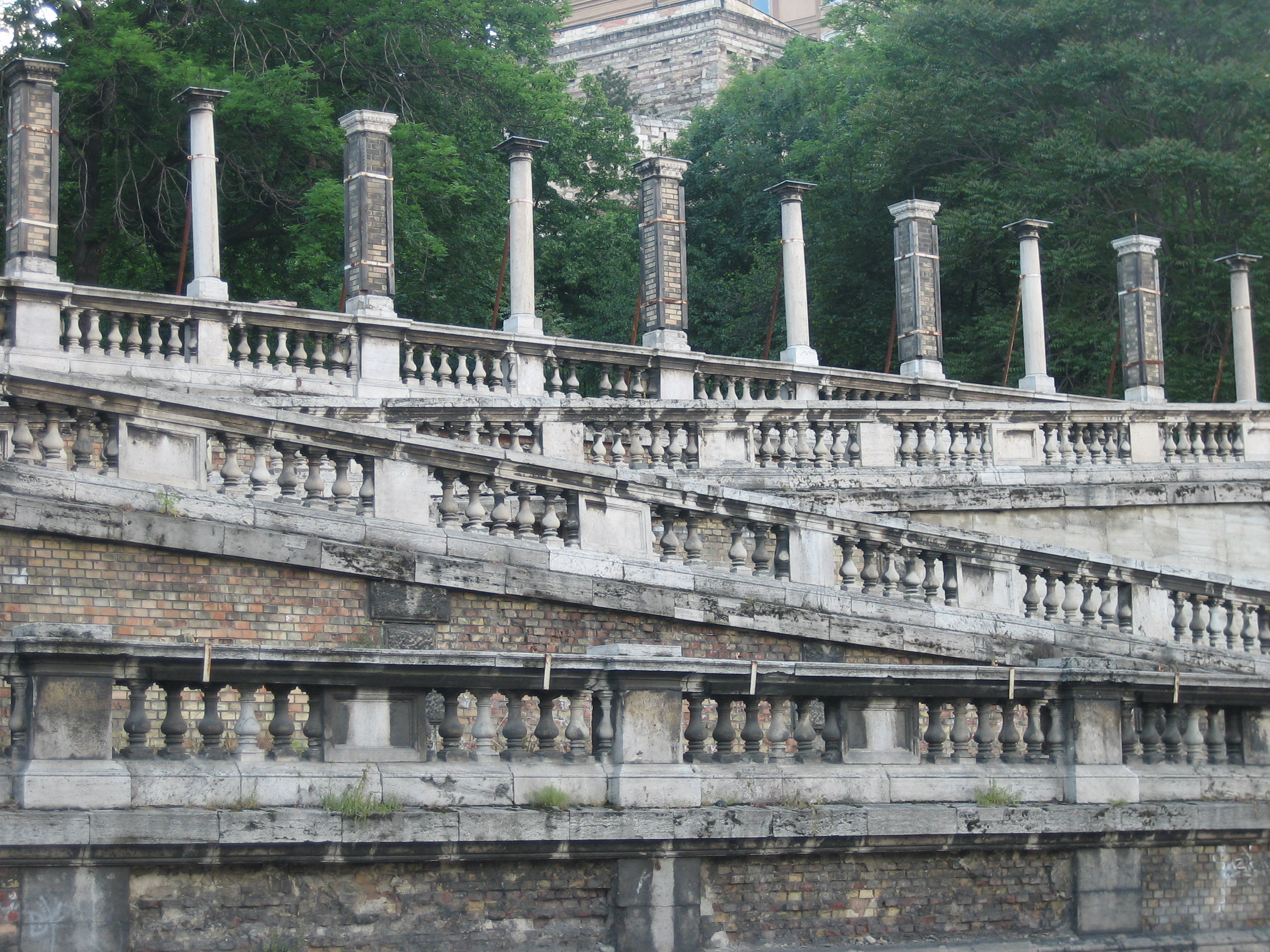
En montant au palais.
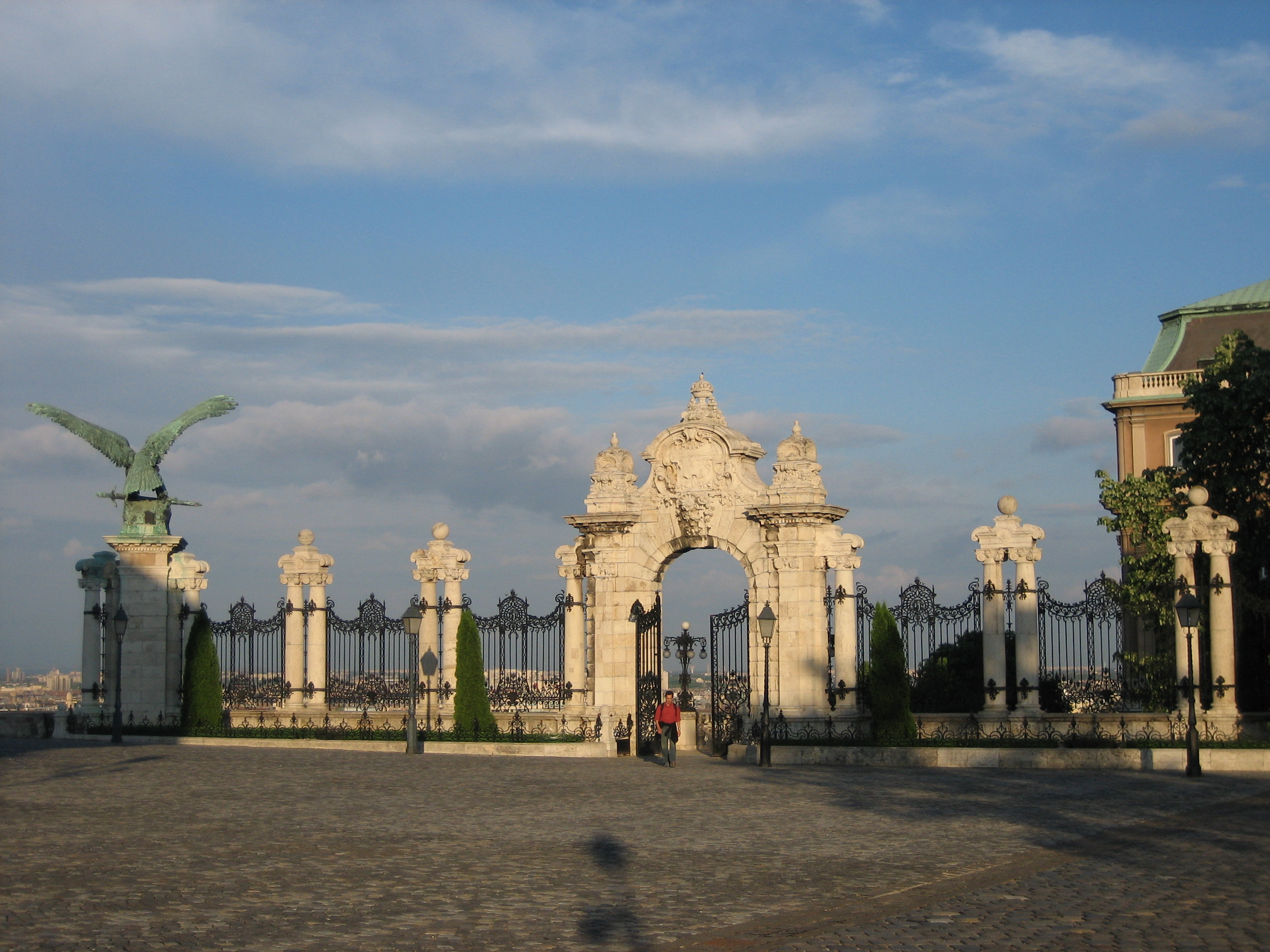
Le portail d'entrée du palais.
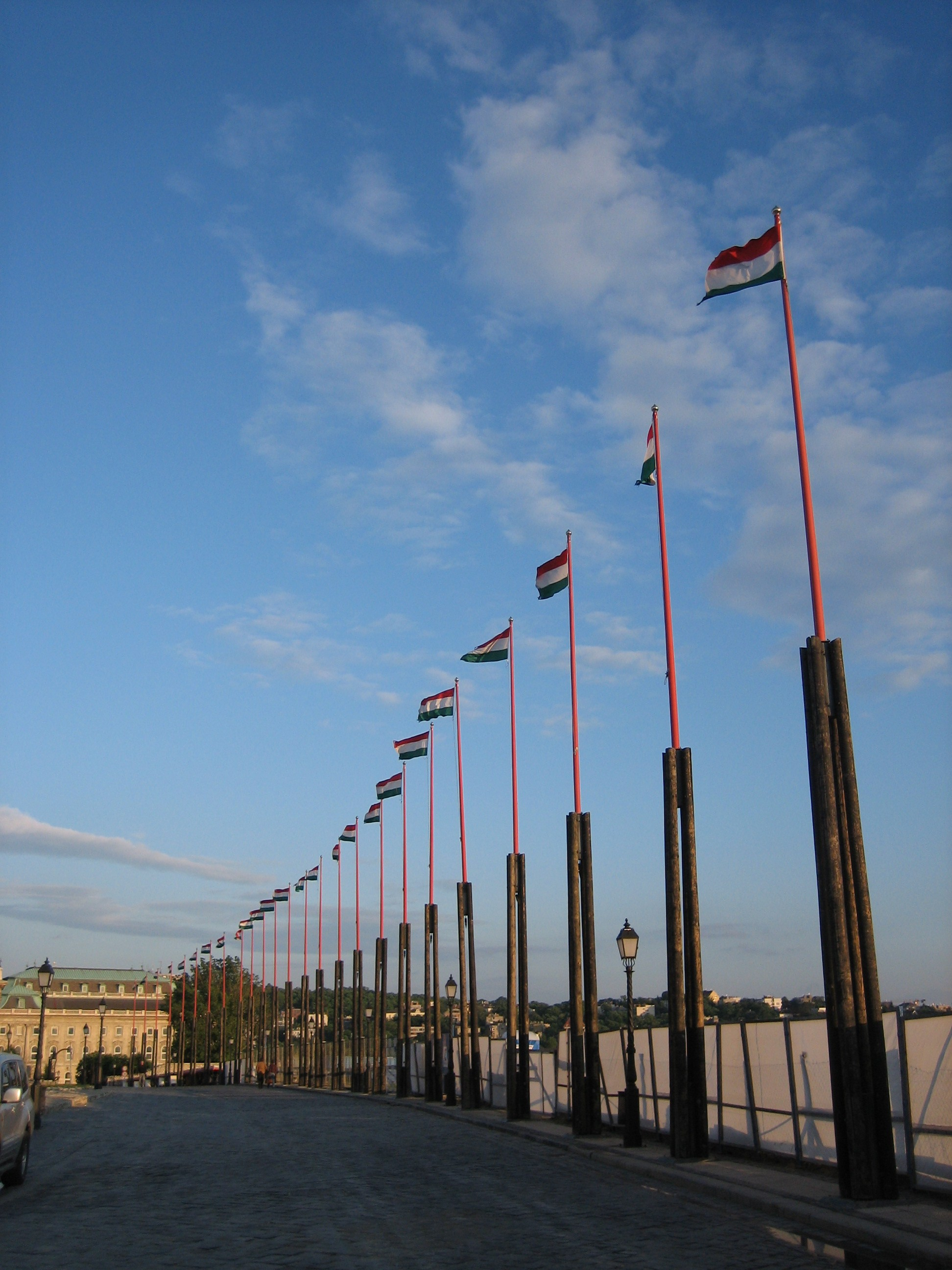
Drapeaux hongrois à l'entrée du palais.
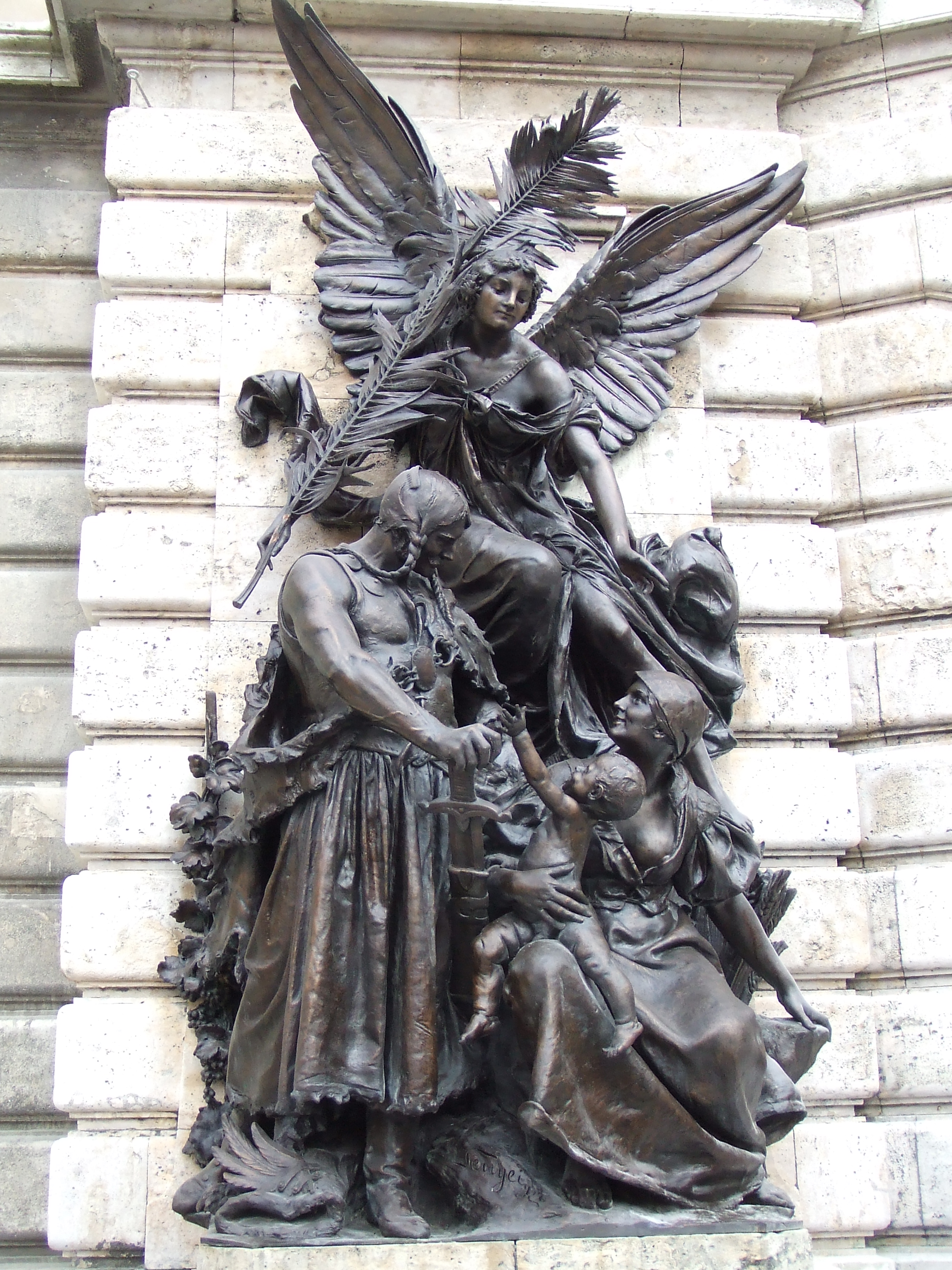
Statue allégorique de la paix par Károly Senyei.